# Schwarzau im Gebirge
Schwarzau im Gebirge est une commune autrichienne du district de Neunkirchen en Basse-Autriche.